# Ash Hollow State Historical Park
Ash Hollow State Historical Park ist ein State Park im Garden County im US-Bundesstaat Nebraska.

## Beschreibung
Der 1962 eingerichtete State Park liegt beidseitig des U.S. Highway 26 einige Kilometer südlich von Lewellen im Ash Hollow, einem Tal, das nach Norden zum North Platte River führt. Der Park hat eine Fläche von 405 ha und besteht aus zwei Teilen, die etwa 4 km auseinanderliegen und die beiden Hauptattraktionen des Parkes umgeben: den Windlass Hill und die Ash Hollow Cave.

### Windlass Hill
Windlass Hill (Lage) ist die Stelle, an der der Oregon Trail, der historische Weg der Siedler im 19. Jahrhundert nach Westen, von einer Hochebene aus kommend auf das Ash Hollow stieß. Das Tal, dessen Eschenwald Schatten spendete und in dem es Gras für das Vieh und frisches Quellwasser gab, war ein beliebter Rastplatz für die Siedler.
Um hinunter zu gelangen, mussten die Planwagen einen etwa 25 Grad steilen und hundert Meter tiefen Abhang heruntergelassen werden, was meist mithilfe von Seilen geschah. Die Stelle war besonders dafür geeignet, weil es hier keine steilen Felsen gab. Die Wagen haben tiefe Spuren in dem Abhang hinterlassen, die noch heute deutlich zu erkennen sind.
Die Herkunft des Namens „Windlass Hill“ ist unbekannt, die Siedler nannten die Stelle meist „the steep hill“ (der steile Hügel).

### Ash Hollow Cave
Die Ash Hollow Cave (Lage) ist eine Halbhöhle in einer Felswand am Rande des Ash Hollow. Seit etwa 3000 Jahren diente sie verschiedenen indianischen Kulturen als Schutzort bei Jagd und Nahrungssuche. Dazu zählen spätarchaische Kulturen (1000 v. Chr. bis 500 n. Chr.), Woodland-Kulturen (0–1100), Central-Plains-Kulturen (900–1450) und frühgeschichtliche Apachen (1675–1725).
Objekte dieser Kulturen wurden bei bis zu 2 m tiefen Ausgrabungen des Höhlenbodens gefunden. Sie sind im naheliegenden Besucherzentrum des Parks ausgestellt.
Im Juli 1964 wurde die Ash Hollow Cave als National Historic Landmark (NHL) klassifiziert und als solche 1966 in das National Register of Historic Places (NRHP) eingetragen.

## Trivia
- Die Schlacht am Blue Water Creek (1855) wird auch als Schlacht von Ash Hollow bezeichnet, obwohl sie einige Kilometer nordwestlich des Ash Hollow am Blue Water Creek auf der Nordseite des North Platte River stattfand. General Harney lagerte jedoch vor der Schlacht mit seiner Truppe im Ash Hollow und zog von da aus zum Blue Water Creek.
- Die Ash-Hollow-Formation, eine lithostratigraphische Formation im zentralen Nordamerika, ist nach dem Ash Hollow benannt.